# رام مالك
رام مالك (10 مارس 1991 في الهند - ) هو لاعب كرة قدم هندي في مركز جناح ‏. لعب مع مومباي سيتي ونادي موهون باغان.

## وصلات خارجية
- رام مالك على موقع قاعدة بيانات كرة القدم.إي يو (الإنجليزية)
- رام مالك على موقع Soccerway.com (الإنجليزية)